# Puchatek modrogardły
Puchatek modrogardły (Eriocnemis isabellae) – gatunek małego ptaka z rodziny kolibrowatych (Trochilidae). Występuje endemicznie w Kolumbii. Został naukowo opisany w 2007 roku. Jego jedynym znanym naturalnym środowiskiem jest las mglisty Serranía del Pinche w regionie Chocó, który jest zagrożony przez wkraczające tam rolnictwo, w szczególności uprawę koki, i w konsekwencji gatunek ten jest krytycznie zagrożony wyginięciem.
Gatunek mierzy ok. 90–100 mm długości. Samce mają charakterystyczne iryzujące zielone i błyszczące niebieskie łaty piór na gardle oraz kłębek białych piór na udach.